# Allegretto Allegretti
Allegretto Allegretti (Siena, 30 gennaio 1429 – Siena, 1497) è stato uno storico e politico italiano.

## Biografia
Fu figlio di Nanni di Tommè, noto per aver composto il più completo dei diari senesi del quattrocento.
Nel 1482-83 fece parte del consiglio generale del Comune. Successivamente fu prima podestà e poi commissario ai Bagni di Petriolo.
Nel 1496 provvide al ripristino dei collegamenti stradali tra Siena ed Asciano.
Ebbe due figli Girolamo e Pier Antonio.

## Opere
- Storia dei fatti dei Senesi dal 1450 al 1496